# Битва в горах
Битва в горах — международный турнир по смешанным единоборствам, в рамках которого также проводятся бои из серий M-1 Challenge, M-1 Selection и др. Турнир проходит в горном селении Таргим, которое находится на территории Джейрахского района Республики Ингушетии. Согласно достигнутому соглашению между Руководством Республики Ингушетия и Лигой смешанных единоборств M-1 Global турнир имеет статус ежегодного и международного. Арена проведения поединков, бойцовский ринг и трибуны для зрителей находятся под открытом небом в окружении величественных гор и средневековых памятников архитектуры — Ингушских башен. По состоянию на 2015 год проведено четыре турнира.

## История
6 июня 2012 года состоялся первый турнир «Битва в горах» в Джейрахском районе Республики Ингушетии. Турнир был проведен по инициативе руководства республики и был посвящён празднованию 20-летия Ингушетии. Мероприятие такого рода в Ингушетии было проведено впервые. Количество зрителей составило около 20 тысяч человек. Гостями турнира стали такие известные спортсмены как: Магомед Маликов, Адам Барахоев, Рахим Чахкиев , Султан Ибрагимов, Ислам Дугучиев и Адам Халиев. Помимо российских спортсменов в боях турнира приняли участие представители Франции, Болгарии, Испании и Хорватии. В главном поединке турнира на ринге встретились Александр Емельяненко и Ибрагим Магомедов. По окончании турнира Глава Ингушетии Юнус-Бек Евкуров объявил о договоренности с руководителем M-1 Global Вадимом Финкельштейном о том, что турнир «Битва в горах» в Ингушетии будет проводиться ежегодно.
8 июня 2013 года на той же самой арене прошла вторая «Битва в горах» (M-1 Challenge 40). Второй турнир стал ещё более масштабным и зрелищным. Число зрителей — жителей республики и гостей из других регионов — превысило прошлогодные 20 тысяч человек. В числе почётных гостей турнира — Глава Ингушетии Юнус-Бек Евкуров, глава Ростуризма Александр Радьков, заместитель полпреда Президента России в СКФО Михаил Ведерников, вр.и. о. Главы Дагестана Рамазан Абдулатипов, многократный чемпион мира по смешанным единоборствам президент Союза MMA Федор Емельяненко, президент М-1 Global Вадим Финкельштейн, известный боец смешанных боевых искусств Сергей Харитонов, главный федеральный инспектор по РИ Владимир Трубицын, депутат Государственной Думы ФС РФ Билан Хамчиев, член Совета Федерации ФС РФ Ахмед Паланкоев и другие. В рамках турнира состоялось 13 поединков, в том числе бой тяжеловесов четвертьфинала M-1 Grand Prix 2013 Джеффа Монсона и Магомеда Маликова. Трансляцию боев турнира в прямом эфире осуществлял телеканал «Россия-2», а также НГТРК «Магас» и телеканал «Боец». Таким образом, число постоянного зрителя турнира «Битва в горах» превышает полтора миллиона человек.
Однако, в том же году после проведения второго турнира руководством республики было принято решение перенести место проведения турнира «Битва в горах» из Эгикала в другой ингушский аул — Таргим. Причиной этому стало увеличение с каждым годом числа участников и зрителей данного спортивного мероприятия и, следовательно, необходимость в подборе более просторной площадки, которая располагалась бы чуть дальше от родовых башен. Так, в начале 2014 года началась стройка соответствующей площадки для проведения ежегодного турнира «Битва в горах» в древнем и живописном ауле Таргим.

## Битва в горах 2012 M-1 Challenge 33
| Категория       | Победитель             | Проигравший         | Способ победы                                  | Раунд | Время | Комментарий                            |
| Лёгкий вес      | Якуб Тангиев           | Ашот Пашьян         | технический нокаут (удары)                     | 1     | 4:50  |                                        |
| Полусредний вес | Джамбулат Курбанов     | Иван Рауль          | болевой приём («рычаг локтя»)                  | 1     | 2:47  |                                        |
| Лёгкий вес      | Антун Рачич            | Салман Джамалдаев   | удушающий приём («гильотина»)                  | 2     | 3:36  |                                        |
| Полусредний вес | Мурад Абдулаев         | Арби Агуев          | единогласное решение                           | 3     | 5:00  |                                        |
| Средний вес     | Шейх-Магомед Арапханов | Сунай Хамидов       | технический нокаут (остановка боя врачом)      | 1     | 2:03  |                                        |
| Полусредний вес | Саидхамзат Авхадов     | Арсен Темирханов    | единогласное решение                           | 3     | 5:00  |                                        |
| Полусредний вес | Хуан Мануэль Суарес    | Эрик Оганов         | технический нокаут (остановка боя секундантом) | 2     | 5:00  |                                        |
| Лёгкий вес      | Юнус Евлоев            | Оливье Пастор       | единогласное решение                           | 3     | 5:00  |                                        |
| Полусредний вес | Хусейн Халиев          | Патрик Валли        | техническая сдача («гильотина»)                | 1     | 0:39  |                                        |
| Полусредний вес | Мухаммед Аушев         | Ивица Трушчек       | раздельное решение                             | 3     | 5:00  |                                        |
| Средний вес     | Юрий Щуров             | Рафал Левон         | технический нокаут (остановка боя врачом)      | 2     | 1:00  | Полуфинал M-1 Selection в среднем весе |
| Лёгкий вес      | Алексей Невзоров       | Шамиль Абдулкеримов | единогласное решение                           | 4     | 5:00  | Финал M-1 Selection в лёгком весе      |
| Тяжёлый вес     | Александр Емельяненко  | Ибрагим Магомедов   | технический нокаут (остановка боя врачом)      | 2     | 5:00  | Главное событие вечера                 |

## Битва в горах 2013 M-1 Challenge 40
| Категория       | Победитель          | Проигравший         | Способ победы                                 | Раунд | Время | Комментарий                       |
|                 | Руслан Хусинов      | Иван Фомин          | удушающий прием                               | 2     |       | Under Card                        |
|                 | Рустам Хасанов      | Ренат Абильтаров    | технический нокаут                            | 1     |       | Under Card                        |
|                 | Якуб Тангиев        | Бенджамин Бодрие    | единогласное решение                          | 3     |       | Under Card                        |
|                 | Альберт Дураев      | Мелвин Ван Суидам   | удушающий приём                               | 1     |       | Under Card                        |
|                 | Георги Стоянов      | Али Багов           | технический нокаут (отказ от продолжения боя) | 1     |       | Under Card                        |
| Полусредний вес | Мухаммед Аушев      | Флорен Беторангаль  | единогласное решение                          | 3     |       | Main Card                         |
|                 | Гасанали Гасаналиев | Мариуш Радзишевски  | нокаут                                        | 2     |       | Main Card                         |
|                 | Майрбек Тайсумов    | Нико Пухакка        | технический нокаут                            | 1     |       | Main Card                         |
|                 | Виктор Немков       | Рейнальдо Да Силва  | болевой прием                                 | 2     |       | Main Card                         |
| Тяжёлый вес     | Магомед Маликов     | Джефф Монсон        | технический нокаут (остановка врачом)         | 2     |       | Четвертьфинал M-1 Grand Prix 2013 |
|                 | Магомед Магомедов   | Антон Васильев      | болевой прием                                 | 1     |       | Over Card                         |
|                 | Рамазан Эсенбаев    | Хуан Мануэль Суарез | раздельное решение судей                      | 3     |       | Over Card                         |
|                 | Руслан Абильтаров   | Юнус Евлоев         | раздельное решение судей                      | 2     |       | Over Card                         |